# Miletín
Miletín är en stad i Tjeckien.   Den ligger i regionen Hradec Králové, i den centrala delen av landet, 100 km öster om huvudstaden Prag. Miletín ligger 337 meter över havet och antalet invånare är 902.
Terrängen runt Miletín är platt åt sydväst, men åt nordost är den kuperad. Terrängen runt Miletín sluttar söderut.Runt Miletín är det ganska glesbefolkat, med 36 invånare per kvadratkilometer. Närmaste större samhälle är Hořice, 5,5 km sydväst om Miletín. Omgivningarna runt Miletín är en mosaik av jordbruksmark och naturlig växtlighet.